# Conde de Vila Franca do Campo
Conde de Vila Franca do Campo é um título nobiliárquico criado por D. Luís I de Portugal, por Decreto de 4 de Agosto de 1870, em favor de D. Pedro da Costa de Sousa de Macedo.
Titulares
1. D. Pedro da Costa de Sousa de Macedo, 1.º Conde de Vila Franca do Campo.

Após a Implantação da República Portuguesa, e com o fim do sistema nobiliárquico, usaram o título: 
1. D. João Pedro da Costa de Sousa de Macedo, 2.º Conde de Vila Franca do Campo;
2. D. Mafalda Maria da Costa de Sousa de Macedo, 3.ª Condessa de Vila Franca do Campo.[2]